# Ramón Garrido Méndez
 Ramón Garrido Méndez (Valencia, 1868-12 de marzo de 1940) fue un pintor valenciano de entresiglos, cuyo estilo artístico se desarrolló cultivando el costumbrismo, en la línea de Benlliure, plasmando paisajes y escenas, tanto urbanas como –sobre todo‐ de la huerta, con uso abundante de técnicas del claroscuro. Realizó un gran número de obras sobre tema religioso.

## Biografía
Garrido Méndez, hijo de Ramón Garrido y Amparo Méndez, nació en Valencia en 1868. Su formación artística se desarrolló en la Escuela de Bellas Artes de San Carlos de Valencia y en la de San Fernando de Madrid .
En 1891, con veintidós años, Garrido se presentó a la oposición para la obtención de Becas de la Diputación de Valencia, que, tras una polémica oposición fallida en 1889, se deberían regir por el nuevo reglamento elaborado por la Academia de San Carlos. Habían presentado sus instancias personajes de la talla de Isidoro Garnelo, Antonio Fillol, Enrique Cortina, Julio Peris Brell, Luís Gasch y cinco pintores más, todos ellos ya veteranos, además de nuevos aspirantes. Finalmente el tribunal acordó proponer como pensionado a Isidoro Garnelo.
Casó con Carmen Juan Bellver (nacida 1866]), en 1905?. De este matrimonio nacieron tres hijos: Ricardo (1/11/1906-17/7/1982, María del Carmen (19/1/1908?-19/9/1909?) y María Teresa Garrido Juan (6/4/1910-24/10/98). Contrajo matrimonio en segundas nupcias con Concepción Olmos Juan (+1952), prima de su primera mujer e hija de Vicente Olmos Oltra (1833‐1890)de este matrimonio nació Vicente Garrido Olmos (28/10/1921-10/2010)
Accedió por oposición a la plaza de profesor municipal de dibujo y colaboró en distintos eventos organizados por el Ayuntamiento de Valencia y distintas instituciones y entidades de la ciudad, participando con Julio Cebrián Mezquita en la realización de los tapices de flor natural dedicados a la Virgen de los Desamparados, de alguno de cuyos bocetos fue autor. Entre ellos, destacan los de 1914 (“El tapiz de la media luna”), 1915 (“El tapiz del ángel que levanta la imagen”) y 1917 (“Una monumental labradora de flor”). Asimismo fue secretario de la Comisión de Adorno de Calles y Plazas con ocasión de la coronación pontificia de la imagen de la Virgen de los Desamparados en mayo de 1923, y entre los cargos para los que fue nombrado figura el de Consejero de la Caja de Ahorros y Monte de Piedad de Valencia.
Fue Jefe de Turno del Beato (a la sazón) Juan de Ribera de la Adoración Nocturna Española y, a través de una intensa relación con la Orden Carmelita, de cuya Orden Terciaria era miembro, y también propagó el culto a la Virgen del Carmen. Esta virgen fue objeto de varios de sus cuadros y, representada en un retablo de azulejos todavía visible, presidía la alquería de los Juan, en la huerta de Alboraya, aportada con sus tierras por su esposa al patrimonio conyugal. 
Falleció en la calle del Miguelete nº 1, bajo, de Valencia, el 12 de marzo de 1940 a consecuencia de una embolia cerebral.

## Obra
Lo fundamental de su obra se plasmó en temas religiosos, en los que se prodigó de forma abundante y hoy, la parte sobreviviente de la extensa obra de Garrido se encuentra en diferentes colecciones particulares, así como en los fondos artísticos de distintas entidades culturales y organismos oficiales.
Sin embargo, también trabajó el costumbrismo. Ejemplos de su reflejo del ambiente huertano son las obras "El momento crítico", "La demaná de la novia" (ambos hoy en día en el extranjero), "L’enterro del albat", "Las lavanderas", "La paella", "La peregrinación al Puig", “El rosario de la aurora”, etc. Además del paisajismo, este artista cultivó el retrato entre la burguesía y la nobleza de sus días, por ejemplo las "reginas de los Juegos Florales de Lo Rat Penat" (Teresa de la Figuera y de la Cerda, en 1903), etc. 
Su arte fue valorado tanto en su propia región, donde prodigó la mayoría de su obra, como en el resto de España. Tuvo asimismo varios encargos para el extranjero (de diversas capitales europeas y Nueva York) y recibió galardones en las Exposiciones Regional (1909) y Nacional de Valencia de 1910 donde obtuvo la Medalla de Plata, en la Sección Sexta “Pintura contemporánea-Cuadros de costumbres”. Otro pintor galardonado con este premio fue José Benlliure Ortiz. 
También se presentó a la exposición de Pintura de Madridl, con motivo del Congreso Eucarístico Nacional, premiándosele el cuadro titulado "El viático". Una representación de su obra fue llevada a Buenos Aires junto con cuadros de Benedito, Fillol, Teodoro Andreu y otros, como muestra de pintura valenciana de principios de siglo, quedando en la ciudad bonaerense, entre otros, el lienzo "Las clavariesas", vendido allí por el marchante organizador del certamen.

### Su obra sobre temas religiosos
Pese a que una gran parte de su producción pictórica religiosa se perdió entre 1931 y 1939, se conservan algunas piezas destacadas de su obra. Para los motivos sacros utilizó tanto la técnica de pintura al fresco como la de óleo, conservándose en la actualidad pocos de sus lienzos y frescos que en su momento ornaron iglesias y conventos debido a la quema que muchos de estos recintos religiosos padecieron durante la guerra civil, y el expolio que sufrió su estudio al ser incautado durante aquel periodo, perdiéndose una gran cantidad de obras pictóricas, bocetos y dibujos.
De sus pinceles habían salido "El pan de San Antonio" en San Lorenzo (P.P. Franciscanos); dos cuadros en la capilla de Ntra. Sra. de Lourdes en el templo de Santa Catalina, otros dos lienzos en el convento de la Encarnación, varias obras de grandes proporciones para la iglesia parroquial de Cheste, entre ellas la que representaba la “Predicación de San Lucas”, así como otras para las de Benisa, Beniarrés y de Onteniente; una serie de tapices borgianos para el palacio del Santo Duque de Gandía; una serie de santos jesuitas en el colegio de San José de Valencia; varios lienzos para el convento de los Capuchinos de la Magdalena, en Masamagrell; las pinturas del altar de San Luis Gonzaga en la iglesia de la Compañía; el conocidísimo lienzo de 2 x 1'30 m, pintado hacia 1912, que llamaba a la devoción de los visitantes en la capilla de San Vicente Mártir que representa a San Valero y a San Vicente ante Daciano (hoy propiedad particular), y tantas otras obras pictóricas.

### Obra en relación con San Vicente Ferrer
La devoción de don Ramón Garrido hacia San Vicente Ferrer, se manifestó también a través de su pertenencia a la Asociación de San Vicente del Altar del Mercado, con la que colaboró durante muchos años junto con su amigo don Salvador Dolz, presidente de dicha corporación. Los lienzos que desde finales del siglo XIX cubrían el altar del Mercado, también eran debidos a Garrido, pero dado que casi todos los elementos que conformaban dicho altar se guardaban en la Iglesia de los Santos Juanes, se perdieron en los incendios que sufrió el templo de la plaza del Mercado. El altar neogótico, que fue inaugurado en 1907 y donde, durante tres décadas, se escenificaron los tradicionales miracles, hasta que fue destruido en 1936, había sido proyectado por él mismo. No obstante, meses antes de su muerte, realizó nuevos bocetos para el altar a construir, que al final serían ejecutados por Bañón, en los lienzos que cubren la estructura construida bajo la dirección del orfebre Agustín Devesa Olmos. Asimismo, Garrido realizó el diseño, que sigue vigente, de la medalla de la institución del Mercat, incluyéndole una efigie del santo. 
Algunas de sus obras vicentinas son especialmente destacables por su gran tamaño. Así, en la Iglesia de Nuestra Señora del Pilar de Valencia, existen dos grandes lienzos murales en tela de sarga simulando tapices, realizados en 1889 y que proceden de un altar provisional, que la asociación de San Vicente Ferrer de aquella plaza instalaba en las fiestas dedicadas al santo. Dichos lienzos se colgaban en los muros exteriores del templo como fondo de escenario para la representación de los “miracles”. Al otro lado, y simétricamente dispuesta con el anterior, existe otra pintura de idénticas dimensiones, que muestra la sentencia del histórico Compromiso de Caspe o la presentación del nuevo rey Fernando de Antequera por san Vicente Ferrer. También en el altar de la Asociación de San Vicente Ferrer, en la calle del Mar, donde se representan actualmente los miracles, figuran dos pinturas al óleo sobre lienzo, de 2’33 x 1’33 m, que representan el bautismo y la muerte del Santo.

### Obra en edificios religiosos
Parte de su obra religiosa estuvo relacionada con arquitectura religiosa. En la iglesia del convento de la Virgen del Carmen, de los carmelitas descalzos, sita en la calle de Alboraya, se puede apreciar una muestra de la decoración religiosa de varios pintores valencianos: Isidoro Garnelo, Ramón Garrido, el catedrático alcoyano Eduardo Soler y Ricardo Verde. Las obras del templo fueron dirigidas por el arquitecto valenciano Joaquín Mª Belda (1839‐1912), tras la muerte del autor del proyecto, Manuel Giner Vidal. La ornamentación de esa iglesia está considerada como un alto exponente del arte moderno religioso valenciano.
La colaboración del arquitecto Belda y los pintores Garnelo y Garrido en ese templo no fue la única. El proyecto del edificio carmelita había sido realizado por el arquitecto Manuel Giner Vidal, quien a su muerte fue sucedido en la dirección facultativa por el propio Belda. Este arquitecto había construido la actual iglesia de la compañía de Jesús de Valencia ‐de ahí que existan una serie de similitudes arquitectónicas y de estilo en ambos templos‐ y, tras el resultado de la decoración pictórica a cargo de Garnelo y Garrido, requirió nuevamente su colaboración en la decoración de la iglesia carmelita de la calle de Alboraya. Son de Garnelo los dos medios puntos de la capilla de la Inmaculada de Juan de Juanes, mientras que son obras de Garrido los correspondientes a la capilla de San Luis Gonzaga, y el "Descanso en la huida a Egipto" en la capilla de San José. En la obra de la calle de Alboraya volvieron a encontrarse los tres artistas. Los plafones de las bóvedas del crucero son de Eduardo Soler y los cinco que decoran la bóveda de la nave central son debidos a Garnelo. Se identifican en los medallones a Felipe II, Alfonso Mª de Ligorio, Benedicto XIV, San Bartolomé apóstol, León XIII, Juan de Palafox, Santo Domingo, Pablo V, San Ignacio de Loyola, Gregorio XV, fray Francisco del Niño Jesús, Benedicto XIII, Jerónimo Gracián, Clemente X, y las imágenes de San Vicente Ferrer (situado en la parte más trasera de la bóveda que cubre el coro), San Francisco de Borja, San Luis Beltrán, y San Pedro de Alcántara. Flanqueando los plafones centrales se encuentran dieciocho medallones de un diámetro aproximado a un metro, debidos al pincel de Ramón Garrido Méndez, realizados al fresco y representando a personajes de la Iglesia, la Historia y la Orden Carmelita.

### "Lo Jurament del Puig"
Entre su obra se suele destacar, por su dibujo, composición y técnica, el cuadro titulado "Lo Jurament del Puig", con dimensiones 2,50 x 1,70 m. Donado por su hijo Ricardo Garrido a la Real Basílica de Nuestra Señora de los Desamparados, se encuentra expuesto en la escalinata al camarín. El pintor presentó dicho cuadro a la Exposición Nacional celebrada en Madrid en 1892, juntamente con la tela costumbrista "El rezo del Vía‐Crucis (costumbres de los pueblos cercanos a Valencia)". Para entonces ya había terminado Garrido sus estudios en la Escuela Superior de Bellas Artes de San Fernando, coronando en Madrid la preparación académica alcanzada con su previa graduación en la Escuela de San Carlos de Valencia. 
El conjunto pictórico narra el momento en que el rey Jaime I, ante sus nobles, al pie del altar, la mano derecha sobre las sagradas escrituras y la mano izquierda sobre su pecho, jura solemnemente no cruzar el río Ebro ni abandonar la dirección de la campaña militar para la conquista de Valencia hasta haber tomado la ciudad. Tan espectacular escena pictórica figuró asimismo en la Exposición Regional de Valencia de 1909. 
En aquellos años todavía eran del gusto general los llamados cuadros “de género”, con asuntos de historia, respondiendo a un sentido muy decimonónico de la pintura. A la sazón esta temática y el retrato se conceptuaban como las piedras de toque del temperamento del artista.